# Lycenchelys tohokuensis
 Lycenchelys tohokuensis és una espècie de peix de la família dels zoàrcids i de l'ordre dels perciformes.

## Morfologia
- Els mascles poden assolir 27 cm de longitud total i les femelles 26,7.
- Nombre de vèrtebres: 116-119.[4]

## Hàbitat
És un peix marí i d'aigües profundes que viu entre 543-709 m de fondària.

## Distribució geogràfica
Es troba a la costa pacífica del nord del Japó.

## Observacions
És inofensiu per als humans.